# Schloss Mörtenegg

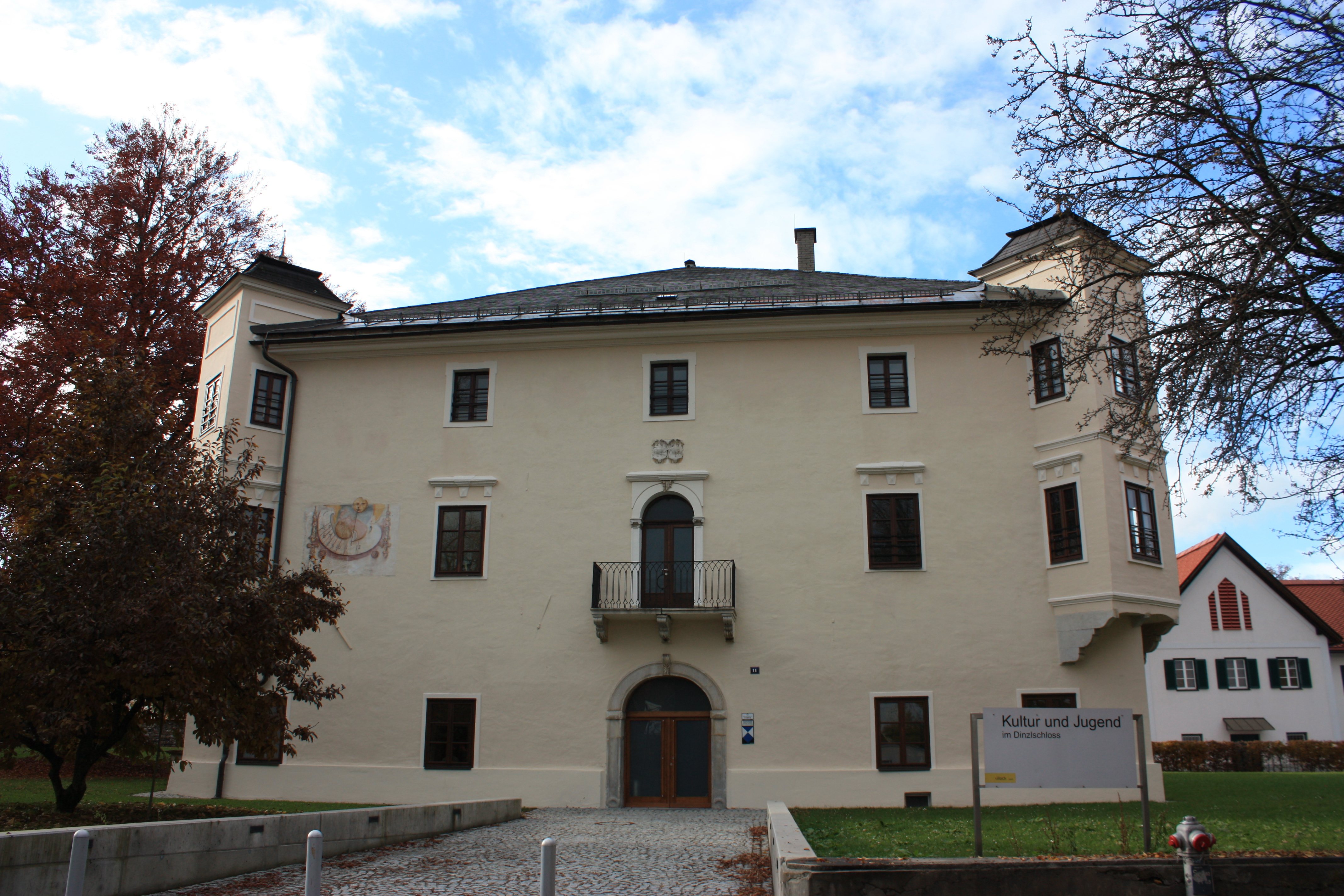
Schloss Mörtenegg (2009)

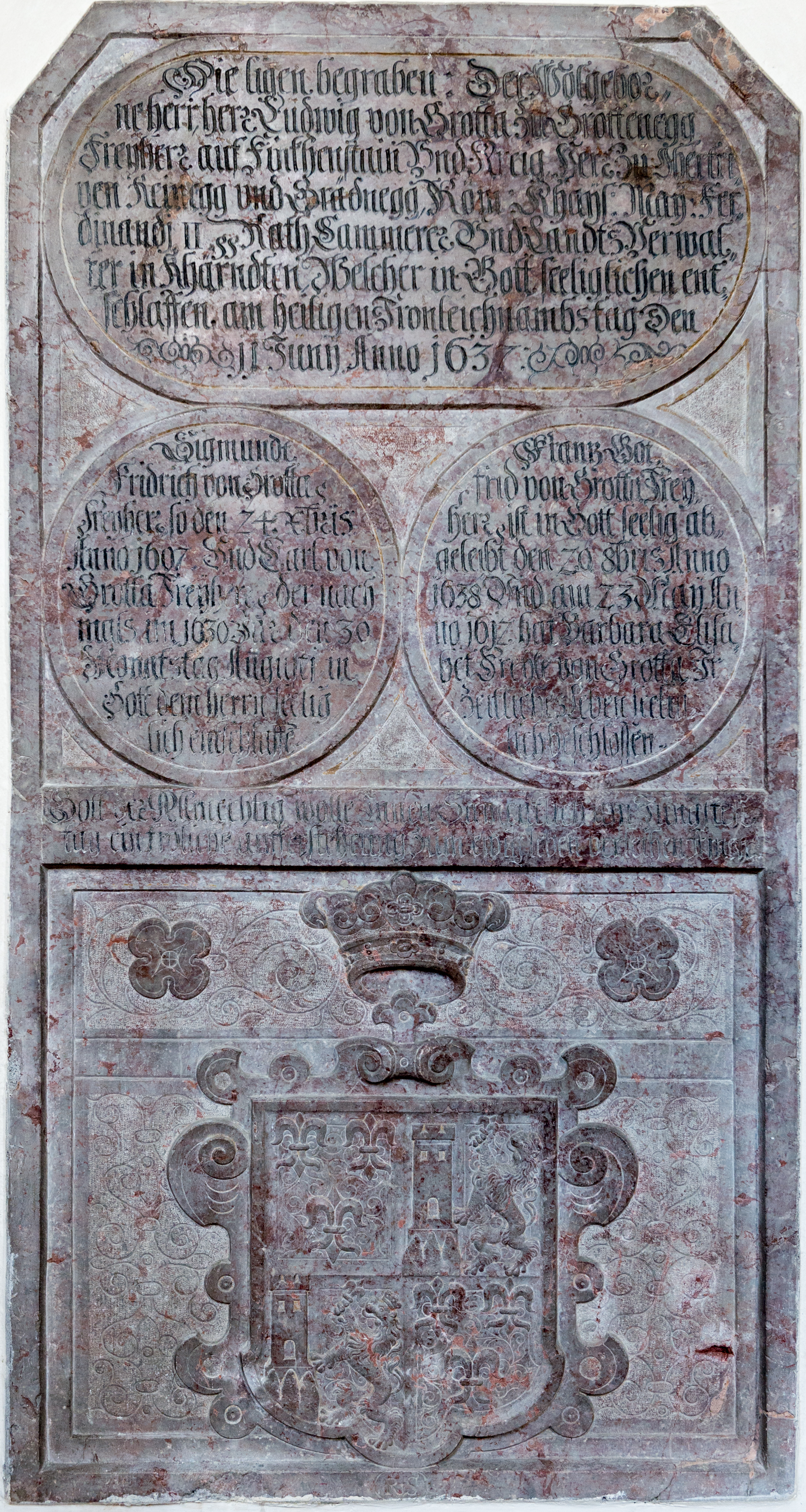
Wappengrabstein der Grotta von Grottenegg, Wallfahrtskirche Maria Gail

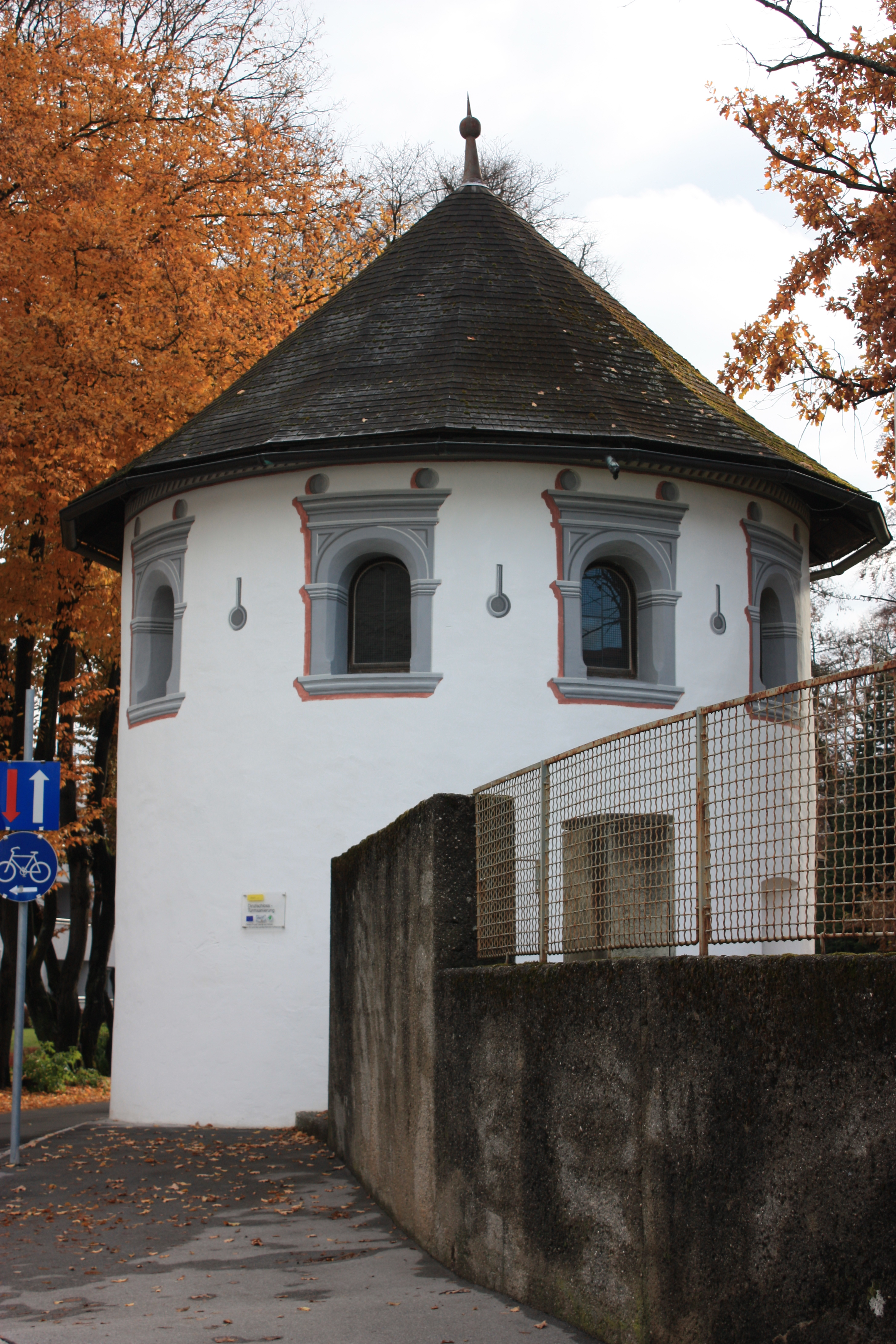
Wehrturm

Das Schloss Mörtenegg, auch Martinseck oder Dinzlschloss genannt, steht im Villacher Stadtteil St. Martin.

## Geschichte
Das Schloss wurde von Sigmund Khevenhüller um 1550 an der Stelle eines urkundlich bis ins 15. Jahrhundert zurückgehenden freien Hofes der Khevenhüller erbaut. Im Jahre 1622 schien Hans Widmann als Besitzer des Schlosses auf, 1637 die Familie Grotta von Grottenegg, nach 1874 Ignaz Dinzl. 1944 vererbte Else Dinzl das Schloss an die Stadt Villach. Von 1953 bis 2004 diente das Schloss als Lehrlingsheim der Kärntner Landesregierung. Heute wird das Schloss für Jugend- und Kulturaufgaben genützt.

## Bauwerk
Das Schloss ist ein mittelgroßer, kubischer Bau mit drei Geschoßen und Eckerkern. Über dem Eingangsportal befindet sich ein kleiner Balkon mit einer Rundbogentür, darüber sind die Wappen von Siegmund Khevenhüller und seiner Gemahlin Katharina von Gleinitz zu sehen. 1985 wurden drei Sonnenuhren freigelegt.
In der gewölbten Eingangshalle mit ornamentalen, marmornen Kapitellen ist an der linken Wand eine steinerne Reliefplatte mit einer Pietà von 1509 angebracht. Der mittlere Saal im Erdgeschoß hat ein Kreuzgratgewölbe. Die große Halle im Obergeschoß besitzt ornamentale Kapitelle und ein Portal mit dem Wappen der Khevenhüller. Im südlichen Erkerzimmer ist eine Stuckdecke.
Straßenseitig hat das Schloss zwei runde Wehrtürme. Im nordöstlichen Turm wurden 1978 Wandmalereien aus dem 16. Jahrhundert freigelegt.